# Jean Hébert (pilote automobile)
Pour les articles homonymes, voir Jean Hébert et Hébert.
Jean Hébert, né le 15 mars 1925 à Houdan et décédé le 16 mai 2010 à Rueil-Malmaison, était un pilote et copilote de rallye, ainsi que pilote d'essais français.

## Biographie
Il était le cousin germain de Bernard Consten, avec lequel il remporta l'ensemble de ses courses comme copilote de 1958 à 1966. 
Ils devinrent champions de France des rallyes catégorie Tourisme en 1958, et vice-champions d'Europe des rallyes en 1959, le tout sur Alfa Romeo Giulietta TI.
Il exerça le métier d'ingénieur motoriste chez Renault.
À partir de 1957 il participa à  L'Auto-Journal, et en 1966 il entra pour cinq ans chez Matra-Sport.

## Victoires en rallye

### Pilote
- Tour de France automobile: 1957 en catégorie Tourisme (copilote Marcel Lauga) et 1958 en catégorie Tourisme également (copilote Bernard Consten), sur Alfa Romeo Giulietta TI (6e en 1959);

### Copilote
| Saison | Rallye                               | Voiture                 |
| ------ | ------------------------------------ | ----------------------- |
| 1958   | Rallye des Lions                     | Panhard Dyna Z          |
| 1958   | Rallye des Routes du Nord            | Panhard Dyna Z          |
| 1958   | Rallye de Lorraine-Alsace            | Alfa Romeo Giulietta Ti |
| 1958   | Rallye d'Allemagne                   | Alfa Romeo Giulietta    |
| 1958   | Liège-Rome-Liège                     | Alfa Romeo 1900         |
| 1958   | Tour de France automobile - Tourisme | Alfa Romeo Giulietta    |
| 1959   | Rallye Lyon-Charbonnières            | Alfa Romeo Giulietta    |
| 1959   | Rallye de Lorraine-Alsace            | Alfa Romeo Giulietta SZ |
| 1959   | Rallye Mont-Blanc - Iseran           | Alfa Romeo Giulietta Ti |
| 1961   | Rallye des Routes du Nord - Tourisme | Jaguar Mark 2           |
| 1962   | Rallye des Routes du Nord - Tourisme | Jaguar Mark 2           |
| 1965   | Coupe des Alpes - Grand Tourisme     | Alfa Romeo Giulia TZ    |
| 1966   | Rallye des Routes du Nord - Groupe 2 | Alfa Romeo Giulia GTA   |

## Record (pilote d'essais)
- Record du monde de vitesse terrestre (ainsi que du kilomètre et du mile la veille) de sa catégorie (moins de 1 000 kg) le 5 septembre 1956, avec 308,85 km/h embarqué à bord de L'Étoile filante (véhicule propulsé par turbine sur le lac salé de Bonneville (Utah - États-Unis)[2].

(remarque: il participa aux 24 heures du Mans en 1954 avec Jacques Faucher sur Renault 4CV, et en 1958 avec Marcel Lauga sur Alfa Romeo Giulietta SV Zagato (Squadra Virgilio Conrero))